# 데니스 김
데니스 김(영어: Dennis Kim, 1975년 ~ )은 캐나다의 바이올린 연주자이다.

## 내력
서울특별시에서 태어났으나 4살 때 캐나다로 이주하였다. 토론토의 왕립음악원을 장학금으로 졸업하였으며, 커티스 음악원을 졸업 후 예일 대학교 음악대학원을 석사 학위를 취득하였다.